# Gmina Buz
Gmina Buz (alb. Komuna Buz) – gmina miejska położona w południowej części Albanii. Administracyjnie należy do okręgu Tepelena w obwodzie Gjirokastra. W 2011 roku populacja gminy wynosiła 400 osób w tym 337 kobiet oraz 602 mężczyzn, z czego Albańczycy stanowili 95,66 a Arumuni 0,14% mieszkańców. 
W skład gminy wchodzi trzynaście miejscowości: Bardhaj, Buz, Bader, Gllavë, Arrëz e Vogël, Selckë, Selckë e Vogël, Golemaj, Kalemaj, Shalës, Komar, Xhafaj, Kurtjez.